# Pierre-Henri Lecuisinier
Pierre-Henri Lecuisinier (* 30. Juni 1993 in Flers) ist ein französischer Straßenradrennfahrer.

## Karriere
Lecuisinier war ein überragender Fahrer in der Juniorenklasse und sicherte sich hier unter anderem im Jahr 2011 den WM-Titel, den EM-Titel und siegte bei der Trofeo Karlsberg.
Mit dem Sieg bei der Ronde de l’Isard konnte er 2012 bereits seinen ersten Profisieg feiern.

## Erfolge
2011
- Weltmeister – Straßenrennen (Junioren)
- Europameister – Straßenrennen (Junioren)

2012
- Gesamtwertung Ronde de l’Isard

2013
- eine Etappe Boucles de la Mayenne

## Teams
- 2012 Vendée U
- 2012 Team Europcar (Stagiaire)
- 2013 Vendée U
- 2013 Team Europcar (Stagiaire)
- 2014 FDJ.fr
- 2015 FDJ
- 2016 FDJ